# Acatlán (Hidalgo)
Acatlán egy település Mexikó Hidalgo államának délkeleti részén. Lakossága 2010-ben 405 fő volt.

## Földrajz
A falu Hidalgo állam délkeleti részén, a Vulkáni-kereszthegység egy medencéjében terül el Tulancingo város közelében. Vidéke nem teljesen sík, de nagy szintkülönbségek nincsenek. Délről északi irányban átfolyik rajta a Grande nevű patak. Az éves átlaghőmérséklet 12–18 °C, a csapadékmennyiség 600 mm körüli.

## Népesség
A település népessége az országos folyamatokkal ellentétben folyamatosan csökkent:
| Év   | Lakosság |
| ---- | -------- |
| 1990 | 549      |
| 1995 | 462      |
| 2000 | 418      |
| 2005 | 418      |
| 2010 | 405      |

## Története
Acatlán neve a navatl nyelvű, nád jelentésű acatl és a mellett, közelében jelentésű lan szavak összetételéből származik.
A spanyol hódítók megérkezése előtt a település lakói a Mexikói-völgy lakóinak adóztak. Első spanyol birtokosa Pedro de Paz volt, a 211 házat számláló, indiánok által lakott falu ekkor Atotonilco fennhatósága alá tartozott. Később Francisca Ferrer tulajdonába került. 1564 körül az akkor San Miguel de Acatlánnak nevezett település Domingo de Alvarado kormányzása alatt élt. A század végétől a környéken haciendák kezdtek létesülni.
A 18. század közepén Acatlán lakói vitába keveredtek Herrera őrgrófnéjával, Dolores Romero de Terrerosszal, akit azzal vádoltak, hogy megfosztja őket földjeiktől, hogy saját haciendájának, a San Juan Hueyapan haciendának birtokait növelje. A közeljövő hasonló ügyei is hozzájárultak ahhoz, hogy a helyiek csatlakoztak a 18. század elején felerősödő függetlenségi mozgalmakhoz. Amikor 1821-ben Nicolás Bravo csapatai elfoglalták a közeli Tulancingót, Rafael Fernández pap ösztönző szónoklatának hatására az acatlániak is nagy számban csatlakoztak hozzá.
1853 májusának jelentős eseménye volt, hogy Michoacán kormányzója, Melchor Ocampo egy ideig Acatlánban tartózkodott, ezalatt pedig szabadelvű eszméket terjesztett a lakosság köreiben. 1869-ben alakult meg az önálló Acatlán község, melynek a falu azóta is központja. Az 1910-ben kitört forradalom eseményei nagyrészt elkerülték a települést, bár a carranzista csapatok egyszer bevonultak Acatlánba is, és az egykori kolostorban laktanyát rendeztek be.

## Turizmus, látnivalók, kultúra

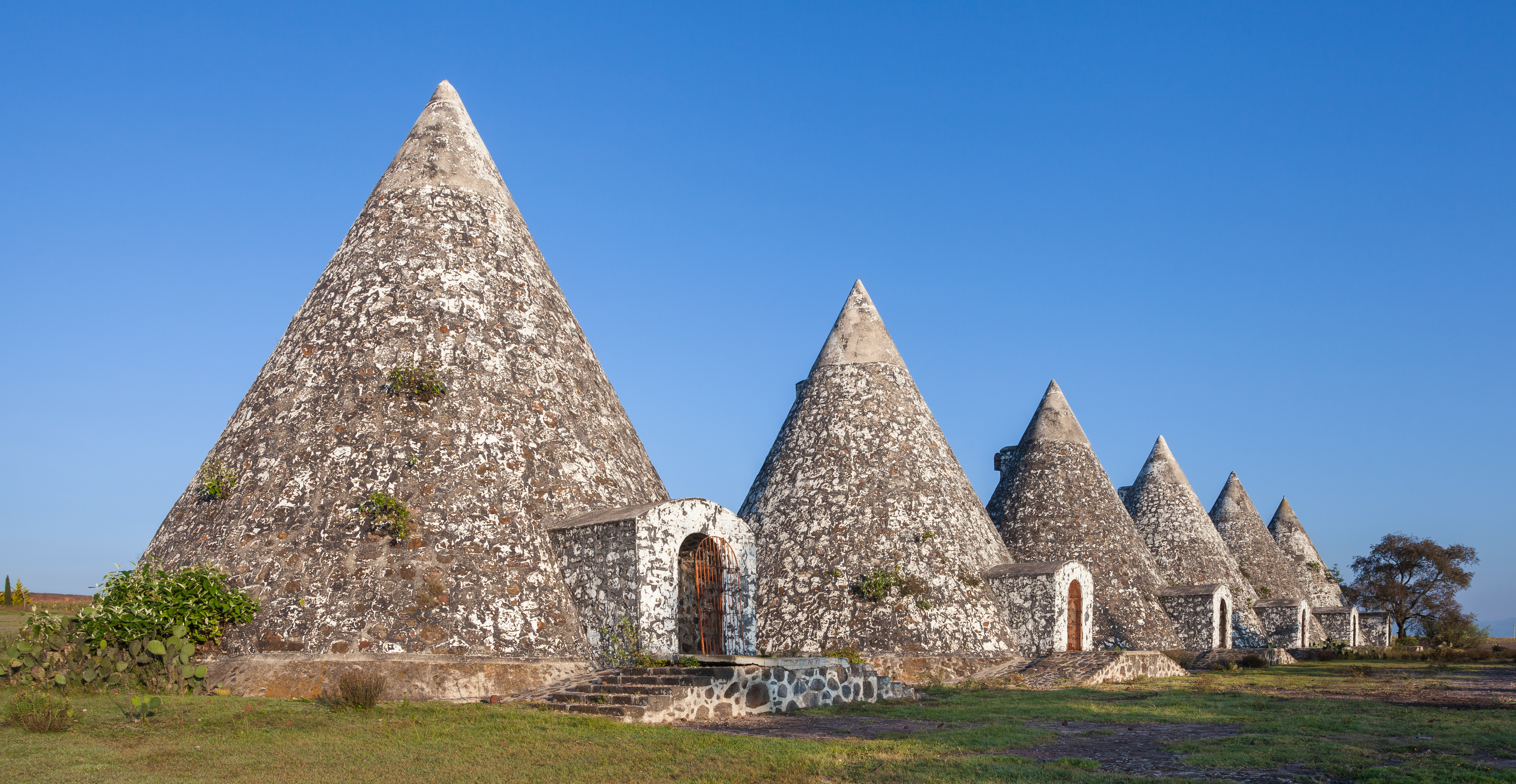
Kúpos gabonatároló silók a falu határában

A falu legjelentősebb műemléke a 16. században épült kolostor. A Szent Mihály tiszteletére létesült, és 1745. április 11-ig az Ágoston-rendhez tartozó zárda építése 1544-ben kezdődött, de építőinek kilétéről máig nem ismertek dokumentumok. A kolostor első fennmaradt írásos emléke egy 1569-ből származó házassági anyakönyv. A településen található még egy történelmi emlékmű is: Miguel Hidalgo függetlenségi hős mellszobra a főtéren áll. Különleges, bár nem turisztikai célú építmények az Acatlántól északra található, kúp alakú gabonasilók.
Minden év szeptemberében megrendezik a több napos Expo-Acatlán nevű kiállítást, ahol a sport- és kulturális események mellett kiemelkedik a tejtermékek és kézműves termékek vására. Ugyanekkor tartják a falu védőszentjének, Szent Mihálynak a napját is, ezt az ünnepséget a vallási rendezvények mellett tűzijáték és táncos programok is tarkítják. A helyi kézművesek főként fazekassággal foglalkoznak.